# Rostocker Matrikelportal
Rostocker Matrikelportal är ett digitaliseringsprojekt vid Rostocks universitet.
Matrikelportalen innehåller information om ungefär 186 000 personer som studerade från 1419 till idag vid Rostocks universitet. I matrikeln kan man hitta detaljerad information om studenter, se digitaliseringen av originalmatrikeln och kommentera registreringarna. Länkar till professorer som undervisade under terminen (Catalogus Professorum Rostochiensium) och deras föreläsningar och kurser finns med.
Några kända studenter är redan förknippade med det så kallade GND-nummer som gör det möjligt att hitta mer information om personen på nätet.